# Jafneadelphus amethystinus
Jafneadelphus amethystinus är en svampart som först beskrevs av William Phillips, och fick sitt nu gällande namn av Johannes van Brummelen 1969. Jafneadelphus amethystinus ingår i släktet Jafneadelphus och familjen Pyronemataceae.   Inga underarter finns listade i Catalogue of Life.